# غوستافو بوينو
غوستافو بوينو (بالإسبانية: Gustavo Bueno) هو فيلسوف إسباني، ولد في 1 سبتمبر 1924 في سانتو دومنقة قلصادة في إسبانيا، وتوفي في 7 أغسطس 2016 في  في إسبانيا.